# Droga wojewódzka 393
Die Droga wojewódzka 393 (DW 393) ist eine zwölf Kilometer lange Droga wojewódzka (Woiwodschaftsstraße) in der polnischen Woiwodschaft Niederschlesien, die Lubań mit Leśna verbindet. Die Strecke liegt im Powiat Lubański.

## Streckenverlauf
Woiwodschaft Niederschlesien, Powiat Lubański
-  Lubań (Lauban) (DK 30, DW 296, DW 357)
- Kościelnik (Holzkirch)
- Kościelniki Dolne (Nieder-Steinkirch)
- Kościelniki Średnie (Mittel-Steinkirch)
- Kościelniki Górne (Ober-Steinkirch)
-  Leśna (Marklissa) (DW 358)